# Plamena Tschakarowa
Plamena Tschakarowa (bulgarisch Пламена Чакарова; * 26. April 2005) ist eine bulgarische Leichtathletin, die sich auf den Weitsprung spezialisiert hat und auch im Hürdenlauf an den Start geht.

## Sportliche Laufbahn
Erste internationale Erfahrungen sammelte Plamena Tschakarowa im Jahr 2021, als sie bei den U20-Balkan-Hallenmeisterschaften in Sofia mit einer Weite von 5,93 m den fünften Platz belegte. Im Juni gelangte sie bei den U20-Balkan-Meisterschaften in Istanbul mit 5,72 m auf Rang zehn und im Jahr darauf wurde sie bei den U20-Balkan-Hallenmeisterschaften in Belgrad mit 5,91 m Sechste, ehe sie bei den Balkan-Hallenmeisterschaften in Istanbul mit 5,72 m den neunten Platz belegte. Anschließend gewann sie bei den U18-Europameisterschaften in Jerusalem mit 6,24 m die Bronzemedaille im Weitsprung und schied im 100-Meter-Hürdenlauf mit 13,70 s im Halbfinale aus. 2024 belegte sie bei den U20-Balkan-Hallenmeisterschaften in Belgrad in 7,60 s den fünften Platz über 60 Meter und gelangte auch im Weitsprung mit 5,76 m auf Rang fünf.
2022 wurde Tschakarowa bulgarische Hallenmeisterin im 60-Meter-Hürdenlauf.

## Persönliche Bestleistungen
- 100 Meter: 12,03 s (+0,4 m/s), 17. Juni 2023 in Sofia
  - 60 Meter (Halle): 7,53 s, 20. Januar 2024 in Sofia
  - 60 m Hürden (Halle): 8,68 s, 27. Februar 2022 in Sofia
- Weitsprung: 6,24 m (−0,7 m/s), 7. Juli 2022 in Jerusalem